# Persico Dosimo
Persico Dosimo é uma comuna italiana da região da Lombardia, província de Cremona, com cerca de 2.650 habitantes. Estende-se por uma área de 20 km², tendo uma densidade populacional de 133 hab/km². Faz fronteira com Castelverde, Corte de' Frati, Cremona, Gadesco-Pieve Delmona, Grontardo, Pozzaglio ed Uniti.

## Demografia
| Variação demográfica do município entre 1861 e 2011                               |
|                                                                                   |
| Fonte: Istituto Nazionale di Statistica (ISTAT) - Elaboração gráfica da Wikipedia |